# Táblás
Táblás (románul Dupuș, németül Tobsdorf): falu Romániában Szeben megyében. Közigazgatásilag Ecel községhez tartozik.

## Története
Medgyestől 15 km-re délkeletre fekszik. 1258-ban Tóbiásfalva néven említik először. Szász evangélikus temploma 15. századi. 1899-ben visszakapta régi Tóbiásfalva nevét.
1910-ben 575, többségben német lakosa volt, jelentős román kisebbséggel. A trianoni békeszerződésig Nagy-Küküllő vármegye Medgyesi járásához tartozott.

## Itt születtek, itt éltek
- Josef Barth  flórakutató, evangélikus lelkész 1833. október 19-én itt született.